# Agres
Agres – gmina w Hiszpanii, w prowincji Alicante, we wspólnocie autonomicznej Walencja, o powierzchni 25,84 km². W 2011 roku liczyła 598 mieszkańców. 
Etymologia jej nazwy może pochodzić od łacińskiego pola „ager” lub „agger”, co oznacza wysokość.